# Christoph Freund
Christoph Freund (Salzburg, 2 juli 1977) is een Oostenrijks voormalig voetballer en huidig sportbestuurder. Sinds 2023 is hij sportief directeur van de Duitse recordkampioen Bayern München.
Freund speelde gedurende zijn carrière als voetballer op de lagere niveaus van het Oostenrijkse voetbal. In 2006 trad hij in dienst bij Red Bull Salzburg waar hij verschillende rollen bekleedde, eerst als teammanager, later als sport-coördinator en sportief directeur. Hij volgde Ralf Rangnick op als directeur van de club in 2015. In september 2022 was hij dicht bij een overgang naar Chelsea, maar het zou nog tot de zomer van 2023 voordat hij Salzburg verliet. Hij volgde Hasan Salihamidžić als sportief directeur van Bayern München.